# 고고나마
고고나마(ごごナマ)는 NHK 종합 텔레비전에서 매주 월~금 오후 1시부터 오후 2시 55분까지 방영되었던 생방송 정보 프로그램이다. 2017년 4월 3일에 첫 방송되어 2021년 3월 18일까지 방송되었다..